# Ефимов, Николай Николаевич
Никола́й Никола́евич Ефи́мов (24 августа 1905, Царское Село — 1975) — советский киновед, историк кино.

## Биография
Родился в Царском Селе в семье служащего. Учился в Императорской Николаевской Царскосельской гимназии (с 1918 года — Первой Детскосельской единой трудовой школе). Ещё будучи гимназистом увлёкся кинематографом. В 1924 году, окончив школу, поступил на словесное отделение Высших государственных курсов искусствознания (ВГКИ) при Государственном институте истории искусств (ГИИИ).
Неисчерпаемыми запасами памяти всегда владел Н. Н. Ефимов. Когда-то мы с ним даже развлекались проверкой собранных в его памяти сведений. Я раскрывал наугад какой-нибудь журнал и читал перечень артистов, а Николай Николаевич называл фильм, в котором они участвовали. Однажды, в ответ на названные мной имена из старого немецкого журнала, он уверенно сказал: нет такого фильма, в котором снимались вместе эти артисты. Это наверно, реклама такой-то фирмы, где все они работали.
В 1925 году начал работать в киносерии издательства «Academia», в декабре 1925 года студент-второкурсник Ефимов был приглашён в состав организуемого Кинокомитета ГИИИ. Работал в кинопечати — в Ленинградской «Киногазете», в «Красной газете», где вёл справочный отдел «Первым экраном» и публиковал критические заметки в утреннем и вечернем выпусках газеты. В 1930 году окончил киноотделение при ВГКИ (первый выпуск). С февраля 1931 года — сотрудник Кинокомитета Государственного института истории искусств.
В 1932 году был незаконно арестован по делу «О контрреволюционной организации фашистских молодёжных кружков и антисоветских литературных салонов» («дело Бронникова») и приговорён постановлением Выездной сессии Коллегии ОГПУ в Ленинградском военном округе к лишению права проживания в 12 пунктах проживания и Уральской области на 3 года с прикреплением к определенному месту жительства.
После освобождения работал в Кинокомитете вплоть до его роспуска в сентябре 1936 года. С октября 1936 по март 1937 года — консультант по кино при библиотеке ГНИИС. Затем  работал в Ленинградском доме кино, где мог «заниматься культмассовой работой и, в порядке частной инициативы, научными исследованиями».
Участник ВОВ. Был командиром взвода и заместителем командира роты на Ленинградском и Брянском фронтах. В 1943 году был тяжело ранен, два с половиной года находился на излечении в госпиталях и до конца жизни оставался инвалидом.
После войны читал лекции в Ленинградском городском лекционном бюро, в Бюро пропаганды советского киноискусства. Изредка писал небольшие заметки в «Ленинградскую правду» и «Кинонеделю». Также читал лекции по истории кино на отделении истории искусств исторического факультета Ленинградского государственного университета, позже —  в Педагогическом институте имени А. И. Герцена, Ленинградском институте киноинженеров и других учебных заведениях Ленинграда.
В 1951—1971 годах — научный сотрудник сектора кино ЛГИТМиК, в 1960—1965 годах — исполняющий обязанности заведующего сектором кино ЛГИТМиК. В 1960—1970 годах выступал с лекциями перед просмотром зарубежных фильмов в Ленинградском доме кино, осуществлял синхронные переводы фестивальных фильмов.
Автор ряда статей и монографий по истории советского и зарубежного кино, две рукописи Ефимова «Владимир Петров» и «Елена Кузьмина и её фильмы» не были опубликованы. Является одним из пионеров советского киноведения; по оценке российских киноведов, в течение многих лет был самым крупным знатоком западного, в особенности немецкого кинематографа 1920—1930-х годов в стране.
Член Союза кинематографистов СССР.
Умер в 1975 году.

## Награды
- орден Красной Звезды (1943)[10]
- медаль «За победу над Германией в Великой Отечественной войне 1941—1945 гг.» (1945)[10]